# هزار (جنس)
الهزار أو العندليب أو المُسهر أو المُزقة أو أبو هرون هو جنس من طيور الجواثم الصغيرة ، التي تحتوي على العندليب و الأقارب. كانوا يُصنفون سابقًا على أنهم أعضاء في عائلة القلاع Turdidae ، ويُعتبرون الآن من صائد الذباب في العالم القديم (Muscicapidae) من فصيلة الدردشة الفرعية (Saxicolinae). هي سلالة من مصائد الذباب في العالم القديم التي تطورت بشكل متقارب إلى مرض القلاع.

## التصنيف والنظاميات
تم استخدام كلمة Luscinia للإشارة إلى الهزار والطيور المماثلة في اللاتينية الكلاسيكية (على سبيل المثال في السبعيينات في موسوعة التاريخ الطبيعي بواسطة Pliny the بلينيوس الأكبر ) ، إن لم يكن قبل ذلك. من الناحية اللغوية ، يمكن اشتقاقها من luscus ( اللاتينية لـ "نصف أعمى" ، "نصف مفهومة" إلخ.) أو clueō (لاتينية تعني "أن تكون مشهورًا") + (ربما) اللاتينية canō "تغني". ومن ثم ، يمكن ترجمتها على أنها "مغني قليل الظهور [كما في الشفق]" أو "مغني مشهور". تم تقديم جنس Luscinia بواسطة عالم الطبيعة الإنجليزي Thomas Forster في عام 1817. النوع هو الهزار ( Luscinia megarhynchos ).
تم الخلط بين تحديد لوسينيا مقابل جنس أبو الحناء لفترة طويلة ؛ تم وضع الأنواع بشكل عشوائي إلى حد ما في جنس واحد أو آخر ، أو تم دمج Luscinia بالكامل في إرتهاكس . شمل جنس Luscinia سابقًا العديد من الأنواع. وجدت دراسة كبيرة للتطور الجزيئي نُشرت في عام 2010 أن الجنس لا يمثل مجموعة أحادية النمط . لذلك تم إعادة تخصيص الأنواع إلى أجناس أخرى ولم يتبق سوى ثلاثة أنواع في الجنس الأصلي. أظهرت نفس الدراسة أن النجمة الحمراء ذات البطن البيضاء ، التي وُضِعت سابقًا في أحادي النمط هودجسونيوس ، تنتمي إلى نفس الفرع .
الأنواع الموجودة حاليًا في جنس الهزار هي:
- المسهر، Luscinia svecica
- النجمة الحمراء ذات البطن البيضاء، Luscinia phaenicuroides (كانت الأنواع الوحيدة من جنس Hodgsonius سابقًا)
- العندليب ، لوسينيا لوسينيا
- الهزار، Luscinia megarhynchos

## وصف
أنواع لوسينيا هي طيور صغيرة ممتلئة ، 13-16 سم طويلًا مع وقفة منتصبة وذيل قصير معتدل بشكل متكرر. إنهم يراقبون الحشرات والديدان واللافقاريات الأخرى من مكان منخفض ، ويتغذون في الغالب على الأرض ، ويقفزون ، مع توقفات متكررة ، على أرجلهم القوية. وهي مناطق إقليمية خلال موسم التكاثر ، وتحدث في أقصى الشمال حتى تكون مهاجرة .
في النوعين المسماة بالعندليب ، يكون الجنسين متشابهين. لونها بني من الأعلى ، أبيض من الأسفل مع خطوط فاتحة وذيل أحمر اللون. في أنواع لوسينيا الأخرى ، يكون الذكر أكثر إشراقًا من الأنثى الخفية ، وعادة ما تكون بنية رمادية اللون. لدى الذكور ظهر أزرق غامق أو أسود أو بني ، وأحمر أو برتقالي أو أزرق على الحلق وأعلى الثدي. تحتوي العديد منها على بقع بيضاء أو حمرة على جوانب الذيل ، مما يعطي نمطًا يشير إلى نمط قمح ذو صلة وثيقة ( Oenanthe ) ، أو بعض Muscicapinae الأقل ارتباطًا (مثل مصيدة الذباب ذات الصدر الأحمر ، Ficedula parva ). غالبًا ما تكون أغاني هذا الجنس معقدة وموسيقية ، خاصة في العندليب "النموذجي".
هم طيور أوراسيا ، تحدث من المناطق شبه القطبية إلى المناطق الاستوائية . تتواجد بكثرة في المناطق المعتدلة ، والعديد من الطيور في هذا الجنس مهاجرة بشدة ، تقضي الشتاء في إفريقيا الاستوائية أو الهند أو جنوب شرق آسيا .
عادة ما يكون موطن التكاثر عبارة عن فرك أو غابة ، وعادة ما يتم بناء عش الكأس في منخفض في الأدغال. قد يكون من الصعب رؤية الطيور في شجيرات كثيفة ، خاصة إذا لم تكن تغني ، لكنها قد تتكرر إلى حد ما في موائل مفتوحة أكثر في أماكن الشتاء الخاصة بها.

## سجل الحفريات
تم العثور على بقايا أحفورية من المحتمل أن تكون لوسينيا تشبه الأعضاء الأكبر من الجنس في Polgárdi في المجر . يعود تاريخها إلى العصر الميسيني ، منذ حوالي 12 إلى 7.3 مليون سنة (ما) خلال العصر الميوسيني المتأخر . يمكن أن تكون أحفورة العصر البليوسيني المتأخرة من Rębielice Królewskie ( بولندا ) ، من عصر Piacenzian (حوالي 3 ملايين سنة) ، حلقًا أزرقًا أسلافًا. قد تكون أحفورة مفترضة لسيلفيا من الراحل جلاسيان من باد دويتش ألتنبرج ( النمسا ) ، عمرها حوالي عامين ، من لوسينيا بدلاً من ذلك ؛ نظرًا لحداثة عمرها ، فمن المحتمل أنها تنتمي إلى نوع حي أو سلفها المباشر.
Luscinia denesi (أواخر العصر الميوسيني في بولغاردي ، المجر) 
Luscinia pliocaenica (Pliocene of Beremend، Hungary)